# Gyproc
Gyproc er en virksomhed som fremstiller gipsplader. Virksomheden er grundlagt i 1957 og har fabrikation flere steder i Norden, herunder i Kalundborg.
Kalundborg-fabrikken blev indviet den 21. september 1972.
Gyproc indgår i et miljøsamarbejde – industriel symbiose – i Kalundborg. Hvert år modtager fabrikken op mod 200.000 tons gips fra Asnæsværket. Dette svarer til den overvejende del af virksomhedens årlige forbrug. Gipsen erstatter naturgips og bliver brugt til fremstilling af gipsplader.
Gyproc har siden 1998 har været 100% ejet af BPB plc (British Plaster Board).
Det har siden August 2005 været ejet at Saint-Gobain som overtog BPB plc (British Plaster Board).